# Dawn Robinson
Dawn Robinson (* 24. November 1965 oder 1968; in New London, Connecticut, Vereinigte Staaten) ist eine US-amerikanische R&B/Soul/Dance-Pop-Sängerin. Sie war unter anderem Frontfrau der Gruppe En Vogue.
Nach ihrem Ausscheiden bei En Vogue gründete Robinson mit Raphael Saadiq und Ali Shaheed Muhammad das R&B-Projekt Lucy Pearl, das neben dem gleichnamigen Debütalbum nur noch die zwei Singles Dance Tonight und Don’t Mess with My Man veröffentlichte, bevor Robinson aus dem Projekt wieder ausstieg.

## Diskografie (Auswahl)

### Album
- 2001: Dawn Robinson – Dawn (Pony Canyon Inc.)

### Singles & EPs
- 1997: The Firm feat. Dawn Robinson – Firm Biz (Columbia)
- 2001: Dawn Robinson – Envious (Mascotte Music)

## Filmografie
- 1990: Und wieder 48 Stunden (Another 48 Hrs.)
- 1993: In Living Color (Fernsehserie, eine Folge)
- 1993: College Fieber (A Different World, Fernsehserie, eine Folge)
- 1993: Roc (Fernsehserie, drei Folgen)
- 1995: seaQuest DSV (Fernsehserie, eine Folge)
- 1995: Tank Girl
- 1995: Batman Forever
- 1997: Leidenschaftliche Berechnung (Conceiving Ada)
- 1998: Rugrats – Der Film (Rugrats – The Movie, Stimme)
- 1999: Lebenslänglich
- 2000: Shaft – Noch Fragen? (Shaft)
- 2006: Vater wider willen (The Last Request)
- 2011: Queen of Media

## Auszeichnungen und Nominierungen
- 2001: Black-Reel-Award-Nominierung in der Kategorie Bester Song für den Song Dance Tonight im Film Love & Basketball (geteilt mit Lucy Pearl und Raphael Saadiq)